# 长江口二号
长江口二号是一艘位于中国大陆上海市崇明区横沙岛东北部横沙浅滩水下清朝同治年间的古沉船，是目前中国国内发现的体量最大、保存最为完整、船载文物数量巨大的古代木质沉船。于2015年为上海市文物局通过声纳扫测等技术发现，并将考古编号定为“长江口二号”，而“长江口一号”则是较早发现的位于“长江口二号”南部的一艘中華民国大陸时期的铁质军舰沉船。
2022年3月2日开始打捞。打撈上岸後會送至位于杨浦滨江的上海船厂旧址1号船坞。之後該船坞會改建為沉船考古基地和古船博物馆。

## 船体状况
经过考古调查勘探，确定长江口二号古船为木质帆船，确认年代为清代同治时期，残长约38.5米、残宽约7.8米，已探明有31个舱室；沉船上部的尖艏、揽桩、主桅杆、左右舷、上甲板等结构完整，船型疑似为明清时期在上海水上运输广为使用的平底沙船。

## 出土文物
经过初步小范围考古清理在沉船内外提取出水439件瓷器，包括大量景德镇窑瓷器，还出土了紫砂器、越南产水烟罐，墨书“时泰”木桶，元代瓷器和高60厘米完整的豆青釉青花大瓶等文物。部分出水瓷器底书“同治年制”款，为古船的考古断代提供了重要凭证。在已经打开的4个舱室，每个舱室瓷器装载量就估计有8000件左右的文物，由此可见沉船所载货物数量之庞大。
2023年7月，95件出自长江口二号的文物在上海市历史博物馆展出。

## 打捞
2022年3月2日，“长江口二号”古船打捞计划正式启动，长江口二号”古船考古与文物保护工作同时启动。打捞计划2022年底完成，古船一旦打捞出水，就会被迅速提升到一艘特制的打捞工程船上，随后驶往位于上海杨浦滨江的上海船厂旧址1号船坞。并计划后期将同样修建于清代同治年间的老船坞改造为沉船考古基地和古船博物馆。不久打撈計劃因上海封城而暫停。5月9日，打撈計劃重啟。9月6日下午，一艘名為「大力号」的作业船起航前往长江口二号古船遗址现场打撈作業。11月21日，长江口二号在长江口水域打捞出水，並且轉移至上海船厂旧址。
2024年9月28日，长江口二号考古试掘工作启动。